# T-araのHello Baby
『T-ARAのHello Baby』（ティアラのハローベイビー、韓国名：티아라의 헬로 베이비）は、韓国のKBSで放送されていたバラエティー番組。Hello Babyシリーズでは、少女時代のHello Baby、SHINeeのHello Babyに次ぐ3作目である。

## 概要
韓国の人気アイドルグループT-ARAのメンバーがママとなり、3兄弟の子育てに奮闘し母子ともに成長する姿を描いた育児バラエティー番組である。
全放送回数は22回の少女時代、13回のSHINeeより少ない12回である。

## 出演者
T-ARA
- 3兄弟のママ。

メイスン
- 本名はメイスン・ムン・ムーアハウス（메이슨 문 무어하우스：Mason Moon Moorhouse　2007年3月21日生）
- 3兄弟の長男。3歳（韓国では数え年のため、番組内では4歳とされる）。
- カナダ人の父と韓国人の母を持ち、英語が少し話せる。しかし、メイドゥンの誕生日パーティーの招待状配りにテレビ局へ行った際に、アメリカ出身の歌手・ブライアンと出会い、ブライアンに英語で話しかけられたときには、緊張していたのか理解できなかったのか、「WHAT?（何?）」としか言えなかった[1]。
- ヘアースタイルにこだわりがあり、散髪の際にヘアースタイル選びに時間がかかった。
- 詳細は不明だが、ジュースのアレルギーがあるらしい[1]。ピーナッツとパイナップルにアレルギーがあるらしい[2]。
- ずいぶんませている割には、メイドゥンの次（か3兄弟で1番）によく泣く泣き虫だったり、クリスパスパーティーでヒョミンがサンタクロースになりきって登場した際に本物のサンタクロースだと信じたりと、可愛らしい面もある。

メイビン
- 本名はメイビン・ムン・ムーアハウス（메이빈 문 무어하우스：Maven Moon Moorhouse　2008年12月17日生）
- 3兄弟の次男。2歳（番組内では3歳とされる）。
- メイスンが泣いた際に、原因となるママ（T-ARAメンバー）を責めたり、理由を突き止めるなど兄思い[3]。
- 引っ越しの際、ソヨン（当時はミッションに失敗しママに認められていなかった）にギターで誘惑され、ヨン姉妹[4]に誘拐されたことがある[5]。
- T-ARA曰く、3兄弟で一番薄い顔立ち（東洋的）である。
- T-ARA曰く、2NE1のパク・ボム、シン・ミナ（笑顔）、キム・ジェドク、サムディに顔が似ている。

メイドゥン
- 本名はメイドゥン・ムン・ムーアハウス（메이든 문 무어하우스：Maden Moon Moorhouse　2009年12月18日生）
- 3兄弟の三男。1歳。
- T-ARA曰く、3兄弟で1番瞳が大きい。
- 人差し指と人差し指を合わせる（通称「E.T.」）のが得意。

## エピソード

### 第1回
- 3兄弟との初対面は10月26日。
- 最初は、3つのチーム（ジヨン＆ソヨン、ボラム＆ウンジョン＆ファヨン、キュリ＆ヒョミンのチーム）に分かれて、2チーム以上がミッションをクリアすれば番組を続行でき、2チーム以上成功できなければ番組ができなくなるということだった[6]。
  - ジヨンとソヨンに与えられたミッションは、“メイビンを5分以内に着替えさせろ”というもので、メイビン好物のアメで気を引き着替えさせることができたが、ぎりぎりタイムオーバーであえなくミッション失敗した。
  - ボラムとウンジョンとファヨンに与えられたミッションは、“メイドゥンが泣き出したら3分以内に泣き止ませろ”というもので、チャンスは3回。3回のうち1回でも成功すればクリアとなる。3回目にて成功した。
    - ミッション挑戦中、ファヨンの双子の姉・ヒョヨンの所属するアイドルグループ・男女共学が登場したが、新曲「ピリポム・ペリポム」を歌い、さらにメイドゥンを泣かせてしまいすぐに退却してしまった。

  - キュリとヒョミンに与えられたミッションは、“メイスンに苦手なキムチを食べさせろ”というもので、ほかの2チームとは違い時間制限がない。
    - どうしても成功したい2人は、メイスンのフォークを無理矢理にキムチにつけようとしたためメイスンが号泣してしまった。何とか泣き止んだメイスンの気を引くため2人は店の置物を見せ、「キムチを食べたらこのおもちゃ（置物）で遊ぼう」と言うとあっさりメイスンはキムチを口にし、ミッションを成功させた。

### 第2回
- ミッションに失敗したソヨンとジヨンは、成功メンバー“ママ”から差別を受け、番組テロップでは“ヨン姉妹”と呼ばれた。3兄弟との接触も禁じられたり、母子のペアルックも着ることができなかった。ママたちにバカにされたヨン姉妹は、こらしめようと一番バカにしてきたウンジョンの注文したラーメンに大量にトウガラシ粉を入れたりした[7]。

### 第3回
- 引っ越しの際、どうしても動こうとしないメイスンの気を引こうとしたボラムが、メイスンの釣りのおもちゃを持ってドアに向かって走ったところ、メイスンがおもちゃを奪われたと思い泣き出す事態になってしまった。ボラムは初めての事態に動揺していたが、さらに、メイスンが泣いている現場を見たメイビンが原因のボラムを咎めた。何とか泣き止んだメイスンをつれ、2台の車での引っ越しを始めた。1台目にはキュリとヒョミンとメイドゥン、2台目にはウンジョンとボラム、その後ろにファヨンとメイスンが乗った。

メイスンはファヨンとじゃれあい上機嫌だったが、ボラムはメイスンを泣かせてしまったことで落ち込み、涙を流した。メイスンを直視できないほど落ち込んだボラムだったが、メイスンがやさしく慰め、“親子の絆”を取り戻した。
- その頃、ママたちに忘れられたメイビンは、ソヨンにギターで誘惑されており、少し抵抗を感じていたがお菓子などの誘惑に負け、抱っこされて誘拐された。（その頃、ジヨンはMBCの音楽番組「ショー! 音楽中心」の収録（MC）でテレビ局にいた。）番組の収録後に合流し繁華街で買い物を楽しんだ（繁華街にてきぐるみのクレヨンしんちゃんが登場したり、あしながおじさんにバルーンアートでブレスレットとシュシュをもらったりもした）。

その後、ママたちはメイビンがどちらの車にも乗っていないことに気づき、ソヨンを犯人と突き止めた。ヒョミンはソヨンに電話したが嘘をつき電波障害のせいにして無理矢理に切られたため犯人と確信した。